# Todd Armstrong
John Harris Armstrong, detto Todd (Saint Louis, 25 luglio 1937 – Glenn County, 17 novembre 1992), è stato un attore statunitense.

## Biografia
Morì suicida nel 1992.

## Filmografia parziale

### Cinema
- Anime sporche (Walk on the Wild Side), regia di Edward Dmytryk (1962)
- Signora di lusso (Five Finger Exercise), regia di Daniel Mann (1962)
- Gli Argonauti (Jason and the Argonauts), regia di Don Chaffey (1963)
- Qualcuno da odiare (King Rat), regia di Bryan Forbes (1965)
- Alle donne piace ladro (Dead Heat on a Merry-Go-Round), regia di Bernard Girard (1966)
- Tempesta alla frontiera (Winnetou and Old Firehand), regia di Alfred Vohrer (1966)
- Assalto finale (A Time for Killing), regia di Phil Karlson (1967)

### Televisione
- Manhunt (1961)
- Iron Horse (1966)
- Gunsmoke (1968)